# 卡哈马卡战役
卡哈马卡战役（当代学界亦多称之为“卡哈马卡大屠杀”）是由弗朗西斯科·皮萨罗领导的一支西班牙小部队在1532年11月16日伏击并俘虏印加统治者阿塔瓦尔帕。西班牙人在卡哈马卡大广场杀死了数千名阿塔瓦尔帕的顾问、指挥官和手无寸铁的侍从，并迫使城外的武装部队逃跑。俘虏阿塔瓦尔巴标志着前哥伦布文明征服秘鲁的开始阶段。

## 背景
卡哈马卡战役是长达数月的斗争的高潮，皮萨罗和印加双方通过各自的特使进行了间谍活动和外交活动。阿塔瓦尔帕以强大的力量接收了入侵者。印加人在卡哈马卡高地驻扎了一支近80000人的大军，这支大军刚刚在内战中战胜了他同父异母的兄弟瓦斯卡(Huascar)。印加人觉得，他们对皮萨罗的小军队没什么可担心的，尽管皮萨罗的衣着和武器都很奇特。阿塔瓦尔帕表面上表现出善意，引诱探险者深入他的山地帝国腹地，在那里，任何潜在的威胁都可以被分化，并以巨大的武力予以应对。皮萨罗和他的手下在1532年11月15日星期五到达。在由阿塔瓦尔帕派来的印加贵族率领的180人的西班牙军队逼近时，这座城镇的2000名居民已经基本被洗劫一空。阿塔瓦尔帕本人则在卡哈马卡城外扎营，准备向库斯科进军，他的指挥官们刚刚在库斯科占领了瓦斯卡并击败了他的军队。
19世纪作家威廉·H·普雷斯科特(William H. Prescott)所著的《征服秘鲁的历史》(History Of The Conquest Of Peru)讲述了西班牙军队所处的困境。任何对俯瞰山谷的印加军队的进攻都是自杀。退却也同样是不可能的，因为任何示弱的表现都可能破坏他们不可战胜的气势，导致追击和封锁山口。皮萨罗认为，一旦他们的逃亡路线上散布着巨大的石头堡垒，这些堡垒就会被证明是坚不可摧的。但他补充说，什么也不做也没有什么好处，因为与当地人长期接触会消除人们对西班牙人“超自然方式”的恐惧，而这种“超自然方式”将他们拒之千里。:171–172

## 前奏
11月15日晚上，皮萨罗召集了他的军官们，提出了一个计划，以唤起人们对科尔特斯在墨西哥的英勇行为的回忆：他要从自己的军队中抓获皇帝。由于这在开放的场地上不可能实现，皮萨罗邀请印加人到卡哈马卡。:172–173
第二天下午，阿塔瓦尔帕率领一支“印加大军的大部分”行进，但当阿塔瓦尔帕宣布他的大部分军队将在城墙外扎营时，皮萨罗的命运发生了戏剧性的变化。他要求只给他自己和他的随从提供住宿，为了表示友好和绝对的信任，他们会放弃武器。:174–175
日落前不久，阿塔瓦尔帕把陪同他的武装战士们留在了卡哈马卡外约半英里的一片开阔草地上。他的直接部队人数仍超过7000人，但除了用来炫耀的小战斧之外，没有武装。阿塔瓦尔巴的侍从们穿着很华丽，显然是正式的服装。他们头上戴着金或银的唱片，在主派对之前，有一群人穿着方格图案的制服，一边在阿塔瓦尔帕前面清扫道路一边唱歌。印加国王被抬在一辆轿子里，轿子上有八十位身披鲜艳蓝色衣服的印加高级朝臣，上面铺着鹦鹉羽毛，身上部分镀着银。阿塔瓦尔帕的意图似乎是想用这次华丽的表演给这支规模不大的西班牙军队留下深刻印象，他没有料到会有埋伏。
西班牙人躲在市中心空广场周围的建筑物里。步兵和骑兵藏在通向广场的巷子里。西班牙步兵被派去守卫广场中心的一座石头建筑的入口，手持火绳枪和四门小炮的士兵在里面站岗。皮萨罗命令他的人保持沉默，藏起来，直到开枪。在等待的几个小时里，由于印加帝国人数远超西班牙，气氛一时很紧张，佩德罗·皮萨罗回忆说，他的许多同伴“纯粹出于恐惧”甚至尿裤子。
一进入广场，参加阿塔瓦尔帕游行的印加人就分了队，以便把他的轿子抬到中心，所有人都停了下来。一名印加朝臣举着一面旗子走近隐藏着大炮的大楼，阿塔瓦尔帕惊讶地发现没有西班牙人，便大声询问。
短暂的停顿之后，神父文森特·德·巴尔韦德在一名翻译的陪同下从皮萨罗居住的大楼里出来。修士手持一个十字架和一卷弥撒书，穿过一排排的侍从，侍从们散开，让印加人的轿子到达广场中心。瓦尔韦德走近印加人，宣称自己是上帝和西班牙王位的使者，并要求他接受天主教作为自己的信仰，接受神圣罗马帝国的查理五世作为自己的主权统治者。阿塔瓦尔帕对巴尔韦德的话感到侮辱和困惑。尽管阿塔瓦尔帕已经确定他无意屈服于西班牙人的命令，但根据编年史学家加西拉索·德拉维加的说法，他确实试图对西班牙人的信仰和他们的国王的细节进行一次粗暴而令人困惑的调查，这很快陷入了语义学翻译拙劣的困境，并增加了所有参与者的紧张情绪。西班牙消息来源对发动战斗的具体事件有不同意见，但都同意这是在与阿塔瓦尔帕的谈判破裂之后的自发决定。

### 印加人对事件的描述
蒂图·库西·尤潘基是曼科二世的儿子，也是阿塔瓦尔帕的侄子，他口述了唯一的印加人对导致战争的事件的描述。根据蒂图·库西的说法，阿塔瓦帕在战斗前“许多天”的某个日期接受了“两个维拉科察”，皮萨罗和德·索托，并向他们提供了一个盛有祭祀用奇恰酒的金杯。"西班牙人把它倒了出来。"西班牙人于是给了阿塔瓦尔帕一封信（或书），他们说这是上帝和西班牙国王的书写。阿塔瓦尔帕对他们的浪费感到生气，他把“信或者其他什么东西”扔在地上，让他们离开。:4,60–61
11月16日，阿塔瓦尔帕抵达卡哈马卡，“没有战斗武器，也没有防御用的马具”，尽管他们携带了大刀和用来猎杀大羊驼的套索。西班牙人走近，告诉阿塔瓦尔帕，维罗科查命令他们把自己的身份告诉印加人。阿塔瓦尔帕听了之后，给了一个人一杯奇查酒，但他并没有喝，也没有特别重视。愤怒的阿塔瓦尔帕站起来大喊:“如果你们不尊重我，我也会不尊重你们。”他说他要杀死他们，西班牙人就此发起了进攻。
蒂图·库西唯一提到的《圣经》出现后被扔在地上的事，仅限于战斗前的交锋，这一疏忽被解释为，要么是由于它对印加帝国的重要性相对较小，要么是由于这两天发生的事件之间的混淆。

## 战役和阿塔瓦尔帕的被俘

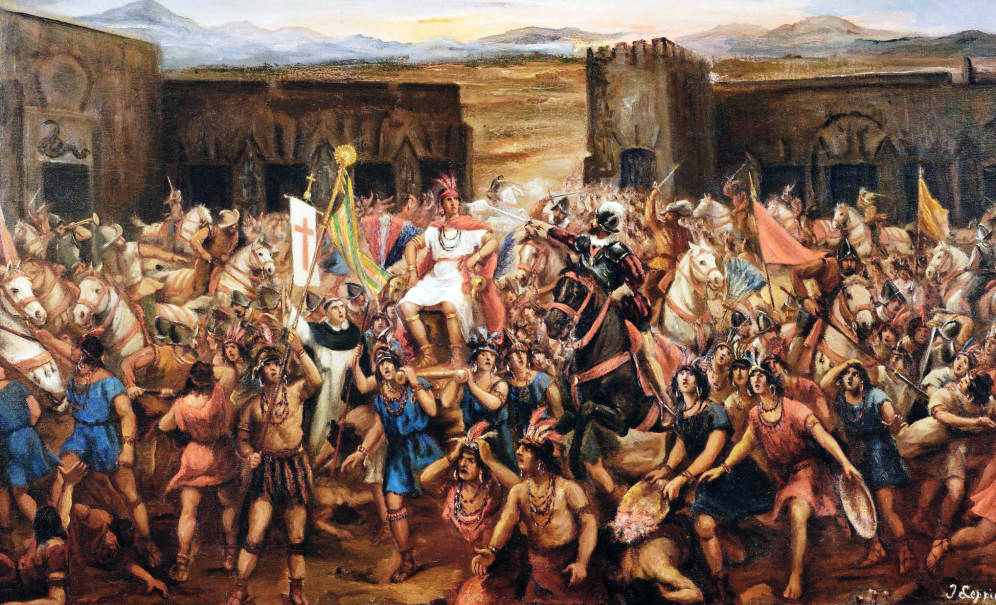
阿塔瓦尔帕被俘

一听到进攻的信号，西班牙人就向易受攻击的印加人开火，然后齐心协力向前冲去。结果是毁灭性的，震惊和手无寸铁的印加人几乎没有抵抗。西班牙军队用骑兵突袭印加军队，配合掩护下的枪声（印加军队以前也从未遇到过火器），再加上马背上的铃声来吓唬印加人。:176–180
西班牙进攻的第一个目标是阿塔瓦尔帕和他的高级指挥官们。皮萨罗骑着马向阿塔瓦尔帕冲去，但印加人却一动不动。西班牙人切断了拿着阿塔瓦尔帕轿子的侍从的手或胳膊，迫使他们放下轿子，以便能够到他。令西班牙人吃惊的是，这些侍从竟然不理会他们的伤口，而是用他们的残肢或剩下的手把残肢撑起来，直到有几个人被杀，轿子倒在地上。阿塔瓦尔帕仍然坐在轿子上，而他的一大群随从冲到担架和西班牙人之间，故意让自己被杀死。当他的人砍倒阿塔瓦尔巴的随从时，皮萨罗骑着马穿过他们，来到一个西班牙士兵从轿子里拖出阿塔瓦尔帕的地方。当他这样做的时候，其他士兵也到了轿子旁边，其中一名试图杀死阿塔瓦尔帕。皮萨罗认识到皇帝作为人质的价值，阻止了这次攻击，结果他的手被剑刺伤。
印加大军虽然仍保留着武器，但仍在卡哈马卡城外“约四分之里”的地方。随着陪同阿塔瓦尔帕的幸存者逃离广场，他们混乱地四散开来，并在此过程中摧毁了一堵15英尺长的墙。阿塔瓦尔帕的战士都是他最近北部战役的老兵，是印加军队的专业核心，他们经验丰富，人数与西班牙人的比为45：1。尽管如此，西班牙人的攻击带来的震惊，再加上一下子失去了阿塔瓦尔帕和他的大部分指挥官的精神意义，显然粉碎了军队的士气，使他们的队伍陷入恐惧，并引发了大规模的溃败。没有证据表明，在首次伏击成功后，印加军队曾试图在卡哈马卡与西班牙人交战。

## 余波
阿塔瓦尔帕17岁的妻子库西丽梅·奥克罗是军队的一员，在他入狱期间一直陪伴在他身边。在他被处决后，她被带到库斯科，取名为多娜·安吉丽娜。1538年，她成为皮萨罗的情妇，为他生了两个儿子，胡安和弗朗西斯科。在皮萨罗1541年被暗杀后，她嫁给了翻译胡安·德·贝坦佐斯，后者后来写了《印加叙事》，第一部分讲述了直到西班牙人到来的印加历史，第二部分讲述了1557年的征服，主要是从印加人的观点出发，还提到了对印加卫兵的采访，这些卫兵在阿塔瓦尔帕被捕时就在他的轿子附近。直到1987年找到完整的手稿并出版，第一部分中只有前18个未出版的章节才为人所知。
弗朗西斯科·塞雷斯写了一篇关于卡哈马卡战役的文章。

## 西班牙征服中非欧洲人的普遍存在
西班牙征服的战役不仅仅是由具有欧洲血统的士兵进行的。西班牙人在他们的进攻中经常使用土著、黑人士兵和奴隶。事实上，在后来的征服中，黑人和土著的人数有时会超过西班牙士兵。例如，西班牙征服者在1519年对抗墨西哥的战役中严重依赖他们的特拉斯卡兰盟友。西班牙人能够利用国内冲突与特拉斯卡兰士兵结盟，特拉斯卡兰士兵人数远远超过西班牙人，并提供大量人力。关于征服期间的黑人，自由的黑人士兵相当成功，而黑人奴隶几乎没有名字，也不被承认。像胡安·加里多这样的黑人，他是刚果王国的本地人，通过征服墨西哥获得了财富和认可。
西班牙在卡哈马卡战役中雇佣了几个黑人征服者。有记录显示，皮萨罗在征服秘鲁时，有两个黑人士兵在场。